# Capela do Cónego
Capela erigida em Aldeia de Santa Margarida que, ao longo dos anos, já teve várias utilizações que não a do culto religioso. Embora actualmente se encontre encerrada ao público, a Capela do Cónego já foi, em tempos, um café e local onde se realizavam algumas das bodas de casamento na freguesia do Município idanhense.